# G-lader
En G-lader er en gaskompressor udviklet af Volkswagen. G-laderen trækkes af motorens krumtapaksel, og dens fordel er, at den giver et ladetryk allerede ved lave motoromdrejninger i modsætning til turboladeren, som først giver tryk ved noget højere omdrejninger, idet dens skovlhjul drives af udstødningsgassen.
Både G-laderens hus og dens rotor er spiralformet. Når motoren kører, bevæger den roterende spiral sig i en ellipsebane i det spiralformede hus.
Princippet er det samme som anvendes i scroll-kompressorer, der hovedsageligt bruges i køleindustrien.
| Motor | Spire Denne artikel om motorer og motordele er en spire som bør udbygges. Du er velkommen til at hjælpe Wikipedia ved at udvide den. |